# Antiblemma calbum
Antiblemma calbum är en fjärilsart som beskrevs av Felder 1874. Antiblemma calbum ingår i släktet Antiblemma och familjen nattflyn. Inga underarter finns listade i Catalogue of Life.